# Manganeses de la Lampreana
Manganeses de la Lampreana és un municipi de la província de Zamora a la comunitat autònoma de Castella i Lleó. Limita amb Granja de Moreruela i Villarrín de Campos.

## Demografia
| 1991 | 1996 | 2001 | 2004 |
| ---- | ---- | ---- | ---- |
| 940  | 861  | 732  | 696  |